# 猪谷六合雄

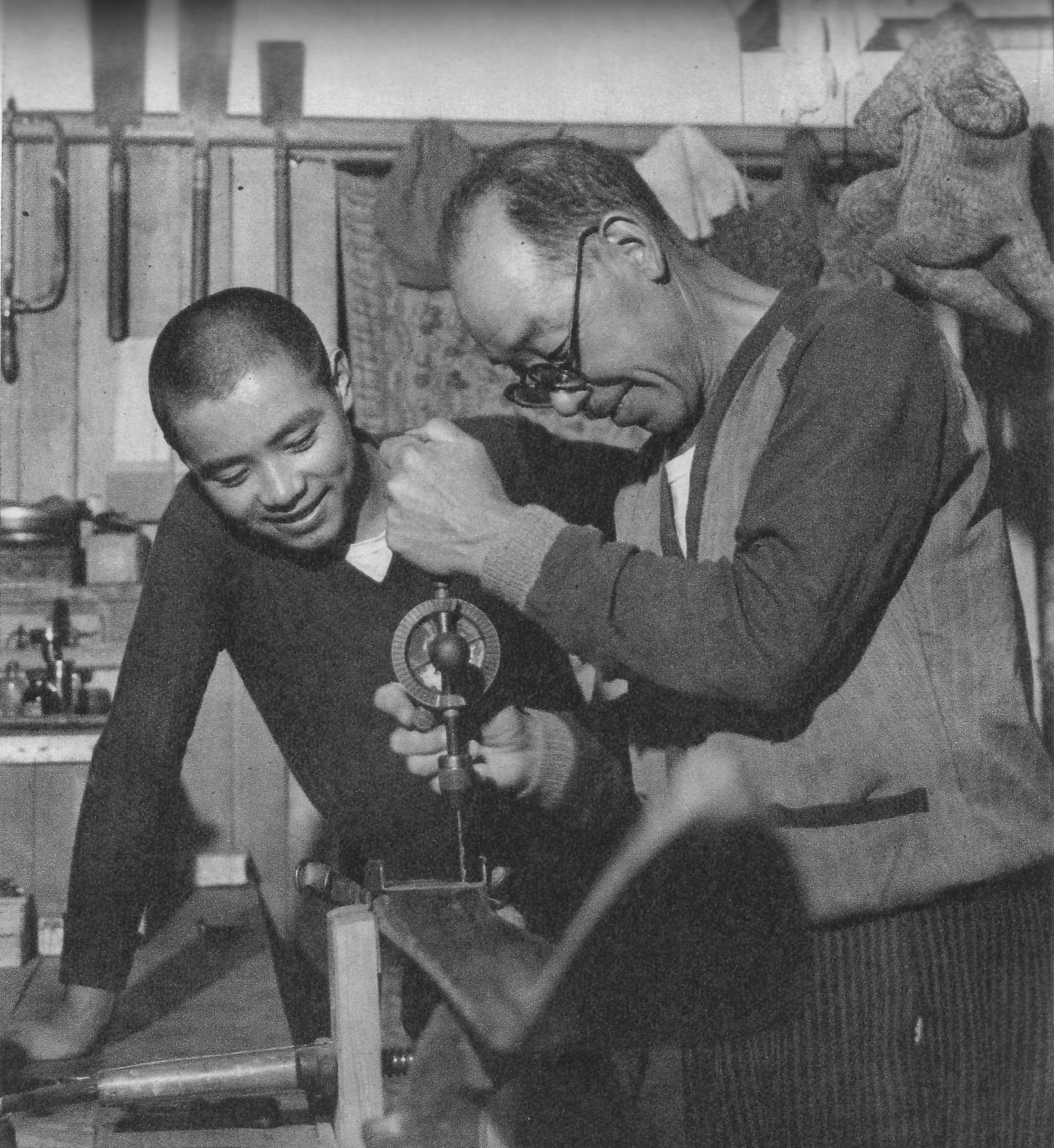
千春とともに（1950年8月27日撮影）

猪谷 六合雄（いがや くにお、1890年5月5日 - 1986年1月10日）は、日本の近代スキーの草分け的存在。旧制群馬県立館林中学校中退。三人目の妻の定子は日本初の女性ジャンパーでもあった。

## 略歴
- 1890年5月5日 群馬県赤城山の赤城の猪谷旅館の長男として誕生
- 1904年 与謝野鉄幹、高村光太郎らが猪谷旅館に滞在。
- 1914年 スキーと出会う
- 1915年、志賀直哉が猪谷旅館に滞在、その依頼で山小屋を建てる。
- 1918年、ジャワ島に渡る
- 1920年、ジャワ島から帰る。猪谷旅館（のちにホテル赤城）の土地と建物を姉の大熊ちよに売却[1]。
- 1924年 樺太をスキーで走破
- 1925年 ジャンプを開始
- 1926年 結婚
- 1929年 国後島に移住
- 1931年 三人目の妻・サダとの間に長男猪谷千春誕生。三回の結婚で計9人の子をもうけた[1]
- 1933年 次男猪谷千夏誕生
- 1934年～ 猪谷千春にスキーの英才教育を施す
- 1935年 赤城山に帰る
- 1938年 乗鞍山麓に移住
- 1943年～45年 土樽、浅虫、要目を移住
- 1951年～ 戸隠山・志賀高原にてSIA所属の猪谷・渡辺パラレルスキー学校（プロスキー学校）を主宰。プルークボーゲンを教えない学校で有名であった。
- 1956年 1904年に高村光太郎が猪谷旅館に滞在中に書いたスケッチ『赤城画帖』刊行。その解説文を執筆。
- 1961年 自動車運転免許取得
- 1969年 イタリア・ステレフセルヨッホで3000mの大滑降を敢行
- 1986年1月10日 95歳にて永眠

## 著書
- 雪に生きる 羽田書店、1943、岩波少年文庫 新版1980
- 私たちのスキー 羽田書店 1948
- スキーとともに 筑摩書房 1951（中学生全集）
- 私たちのスキーアルバム 文藝春秋新社 1952
- 山なみ 串田孫一ほか共著 茗渓堂 1955
- スキーはパラレルから 朋文堂 1958
- パラレルへの近道 猪谷千春共著 日刊スポーツ新聞社 1959
- 初心者からのパラレルスキー 渡辺政子共著 冬樹社 1967
- 定本 雪に生きる  実業之日本社 1971、ベースボールマガジン社（上下） 1986
- 雪に生きた八十年 実業之日本社 1972
- 猪谷六合雄選集　ベースボール・マガジン社（全4巻・別巻） 1985

### 伝記
- 高田宏 『猪谷六合雄　人間の原型・合理主義自然人』 リブロポート（シリーズ民間日本学者） 1990
  - 『猪谷六合雄　人間の原型・合理主義自然人』 平凡社ライブラリー（改訂版） 2001
- 「猪谷六合雄スタイル　生きる力、つくる力」　建築・都市ワークショップ・INAX出版　2001、展覧会・小冊子